# Hemiteles maricesca
Hemiteles maricesca är en stekelart som beskrevs av Schwarz och Shaw 2000. Hemiteles maricesca ingår i släktet Hemiteles och familjen brokparasitsteklar. Inga underarter finns listade i Catalogue of Life.